# 埃斯蓬代扬
埃斯蓬代扬（法語：Espondeilhan，法語發音：[ɛspɔ̃dɛjɑ̃]）是法国埃罗省的一个市镇，属于贝济耶区。

## 地理
埃斯蓬代扬（43°26'24"N, 3°15'45"E）面积5.08 平方千米，位于法国奧克西塔尼大區埃罗省，该省份为法国南部沿海省份，南濒地中海，西南接奥德省，西北接塔恩省和阿韦龙省，东北与加尔省接壤。
与埃斯蓬代扬接壤的市镇（或旧市镇、城区）包括：巴桑、库洛布尔、略朗莱贝济耶、皮萨利孔、塞尔维扬。

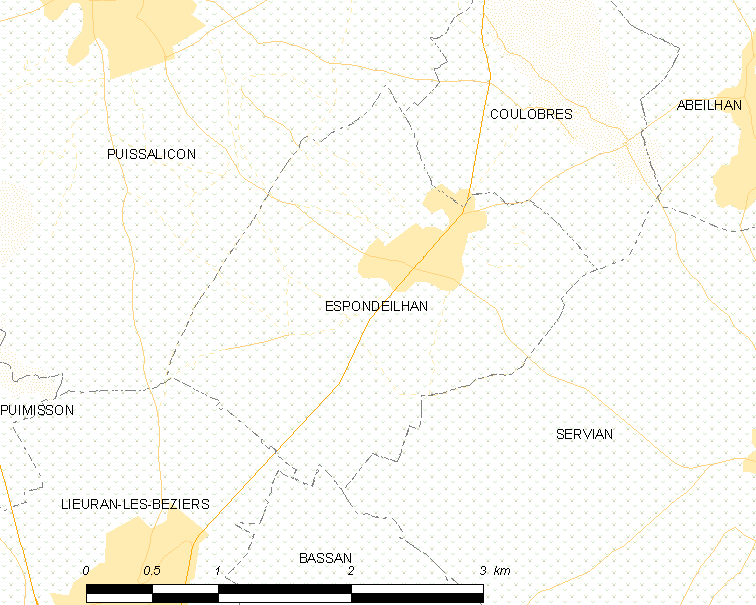
埃斯蓬代扬的OSM定位图

埃斯蓬代扬的时区为UTC+01:00、UTC+02:00（夏令时）。

## 行政
埃斯蓬代扬的邮政编码为34290，INSEE市镇编码为34094。

## 政治
埃斯蓬代扬所属的省级选区为贝济耶第三县。

## 人口

1962-2008年间埃斯蓬代扬人口变化图示

埃斯蓬代扬于2022年1月1日时的人口数量为1176人。